# Stora Kotjärnen, Dalarna
Stora Kotjärnen är en sjö i Vansbro kommun i Dalarna och ingår i Dalälvens huvudavrinningsområde.